# Johann Strauss II
Johann Strauss II (25 tháng 10, 1825 - 3 tháng 6, 1899, là một nhà soạn nhạc người Áo. Ông chủ yếu sáng tác nhạc nhẹ, đặc biệt là nhạc khiêu vũ và operetta. Ông đã sáng tác hơn 400 waltz, polka, quadrille và các loại nhạc khiêu vũ, cũng như một số operetta và múa ba lê. Trong cuộc đời của mình, ông được gọi là "Vua nhạc waltz", và sau đó phần lớn chịu trách nhiệm phổ biến điệu waltz tại Viên trong thế kỷ 19.

## Tiểu sử
Năm Johann Strauss II 17 tuổi, khi cha ông Johann Strauss I bỏ gia đình đi với tình nhân, Emilie Trambusch, ông mới có thể thực sự học âm nhạc. Strauss II học hoà âm và đối vị với giáo sư lý luận âm nhạc Joachim Hoffmann. Strauss II gặp rất nhiều khó khăn trong những năm đầu sự nghiệp của mình. Ông kết hôn ba lần. Chỉ lần thứ ba, ông mới sống trong hạnh phúc. Ông cưới Adele vào ngày 15/08/1887. Bà đã khuyến khích và khơi lại tài năng sáng tác của ông với những tác phẩm âm nhạc như Der Zigeunerbaron và Waldmeister, cùng các điệu waltz 'Kaiser-Walzer', "Kaiser Jubilaum', 'Marchen aus dem Orient' op.444 và 'Klug Gretelein' op. 462. Ông đã sáng tác hơn 500 tác phẩm cho các thể loại nhạc khiêu vũ waltzes, polka, diễu hành, và galop. Ông là con của Johann Strauss I và là anh cả của Josef Strauss và Eduard Strauss. Johann Strauss II là thành viên nổi tiếng nhất của nhà Strauss. Ông được biết đến với tư cách là "Vua thể loại Waltz" và có những đóng góp to lớn cho sự nổi tiếng của waltz tại Vienna thế kỷ 19. Ông đã cách mạng hóa waltz, phát triển nó từ một thể loại khiêu vũ quần chúng thành một loại hình giải trí trong cung đình của nhà Habsburg. Các tác phẩm của ông giành được tiếng vang lớn gồm có "The Blue Danube", "Wein, Weib und Gesang", "Tales from the Vienna Woods", "Tritsch-Tratsch-Polka", "Kaiser-Walzer" và Die Fledermaus. Những gì Johann Strauss cha khởi xướng ở Wien thì ba con trai của ông Johann Strauss (con), Joseph và Eduard Strauss tiếp tục và hoàn thiện, làm cho nhạc Walzer trở thành phổ biến và đưa nó tới tột đỉnh. Vì vậy người đời gọi dòng họ Strauss là triều đại Strauss trong âm nhạc. Sự nổi bật của dòng họ Strauss được thể hiện tại buổi hoà nhạc "Perpetual Music" (Âm nhạc bất tận) vào những năm 1860. Trong ba người con thì Johann II là nổi tiếng nhất.

## Âm hưởng của dòng họ Strauss
Dàn nhạc Wiener Johann Strauss được thành lập năm 1866, thực hiện buổi diễn với cách chỉ huy truyền thống "Vorgeiger" là cầm một cây violin trên tay và cách này trở thành truyền thống gia đình nhà Strauss. Nhạc sĩ Áo Willi Boskovsky (1909-1991) biểu diễn nhạc của Strauss cũng theo truyền thống gia đình nhà Strauss. Điều này làm ta liên tưởng tới nhạc trưởng Hà Lan Andre Rieu chơi đàn violin khi chỉ huy dàn nhạc.
Năm 1929, nhạc sĩ Áo Clemens Krauss (1893-1954) tổ chức một chương trình đặc biệt chỉ trình diễn toàn nhạc của nhà Strauss với dàn nhạc Wien. Johann Strauss được nhiều nhạc sĩ ngưỡng mộ: Richard Wagner thích nhạc phẩm Wein, Weib und Gesang – Rượu, đàn bà, và ca hát. Con gái của Strauss tìm đến Brahms để xin bút tích vào cái quạt của mình (một phong tục thời đó). Thường thì nhà soạn nhạc sẽ viết một vài dòng nhạc nổi tiếng nhất của ông và ký tên vào. Tuy nhiên, Brahms đã viết một đoạn của một bản nhạc walzer nổi tiếng của Strauss và viết ở dưới rằng: "Thật không may, đây không phải là bản nhạc của Johannes Brahms". Những người hâm mộ khác như nhạc sĩ Đức Richard Strauss khi sáng tác bản nhạc walzer Rosenkavalier của mình đã nói: "Làm sao tôi có thể quên được thiên tài tươi vui (Johann Strauss II) của Wien". Ngày nay âm nhạc của nhà Strauss được biểu diễn ở buổi hòa nhạc thường niên đầu năm – Neujahrskonzert - của dàn nhạc Wien.